# دون بيري (مؤلف)
دون بيري (بالإنجليزية: Don Berry)‏ (1931 - 20 فبراير 2001)؛ روائي أمريكي.